# Francesc Rovellat
Francesc Rovellat (Reus, 1760 - Reus, primer terç del segle XIX) va ser un comerciant i empresari català i alcalde de Reus.
Fill de Josep Rovellat Nolla, comerciant d'aiguardent actiu entre els anys 1750 i 1780, va seguir els negocis del seu pare i es va enriquir. El seu pare s'havia vinculat amb el govern municipal, i el 1770 era Síndic personer. Francesc Rovellat va ser regidor a l'ajuntament el 1799 i alcalde de la vila el 1801 i 1802. Durant el seu mandat, després d'un llarg expedient, es va traslladar el cementiri de Reus que encara estava situat a dins de la població, a l'ermita del Roser, lloc on abans ja s'hi havien fet inhumacions, sobretot en anys de pesta. També es va enderrocar el portal de Monterols, que tancava la muralla, en aquell moment ja molt mancada, i els portals de Jesús i de Sant Pere.
El 1802 s'estava construint la carretera reial de Madrid a Barcelona passant per València, (un tram d'aquesta carretera és l'actual N-340), i l'enginyer Gabriel de Betancourt, director de l'obra i germà d'Agustín de Betancourt, va projectar el traçat des de Cambrils a Reus i d'allà a Tarragona, però el governador tarragoní i després el mateix govern del Principat van desautoritzar aquell itinerari, i la carretera es va traçar de Cambrils a Tarragona passant per Salou i evitant Reus. L'ajuntament en un ple va protestar enèrgicament i envià representants a Madrid, ja que consideraven que des de Tarragona es volia aïllar Reus tant com fos possible, per perjudicar el comerç i la indústria a causa de la rivalitat entre les dues poblacions.
Durant el seu mandat, van sortir de Reus tres monges paüles de la congregació de les Filles de la Caritat, que donaven servei a l'hospital de Reus, per a fundar a Madrid el Col·legi de la Paz, d'aquesta mateixa congregació. Econòmicament Reus va anar estabilitzant-se, i l'alcalde va autoritzar l'ampliació de les fàbriques de teixits que utilitzaven el cotó portat dels Estats Units d'Amèrica, tant per teles només de cotó com les barrejades amb seda. La indústria dels teixits de seda existia a Reus des de molt antic.
A la seva mort, Francesc Rovellat va ser enterrat a l'ermita del Roser.